# Giulio Ascoli (medico)
Giulio Ascoli (Trieste, 13 ottobre 1870 – Vienna, 24 maggio 1916) è stato un medico italiano naturalizzato austriaco.

## Biografia
Di famiglia ebrea originaria di Ancona, Giulio Ascoli, destinato al commercio, fu iscritto nella locale Accademia. Non essendo attratto dall'attività commerciale, si iscrisse all'ottava classe ginnasiale (terza liceo), conseguendo la maturità classica con giudizio di "eminente" in tutte le materie, caso veramente eccezionale. Si iscrisse quindi alla facoltà di medicina dell'Università di Praga, che frequentò per un anno, trasferendosi prima all'Università di Graz, poi a quella di Vienna dove si laureò nel febbraio del 1895 con "distinzione". Nel dicembre del medesimo anno discusse la tesi all'Università di Padova, con riconoscimento della laurea in Italia.
Dopo essere stato allievo, da studente a Vienna, di Kaposi, del chimico medico Ludwig, dell'anatomopatologo e batteriologo Weichselbaum e del clinico medico Neusser, nel 1896 divenne assistente di Augusto Murri, nella clinica medica di Bologna. Alla fine del 1898 fu assistente e quindi aiuto di Maragliano nella clinica medica dell'Università di Genova, dove assunse la direzione del laboratorio di chimica medica.
Nel 1899 conseguì la libera docenza in chimica medica e patologia medica, quindi in clinica medica generale, sostituendo fino al 1904 Maragliano, divenuto nel frattempo senatore del Regno. Nel 1904 decise di lasciare Genova poiché danneggiato in un concorso, trasferendosi all'Istituto Pasteur di Parigi.
Nel 1905 fu nominato medico batteriologo dello stabilimento industriale di crine animale Pacchetti di Milano, risanando numerosi casi di carbonchio attraverso nuovissime apparecchiature e severe norme igieniche, motivo per il quale nel 1909 gli venne conferita la Medaglia d'Oro alla Esposizione di Milano.
Nel 1912 fu nominato primario di ruolo dell'Ospedale San Matteo di Pavia, avendo vinto due anni prima il concorso, nel quale però era stato favorito un altro candidato meno titolato. Il Consiglio di Stato annullò la graduatoria, facendogli conferire il posto. Continuò tuttavia ad occuparsi anche dello stabilimento Pacchetti e delle indagini di laboratorio.
Invitato da alcuni patrioti triestini a concorrere al posto di direttore dell'Ospedale Civico di Trieste, vacante da qualche anno, fu costretto a farsi naturalizzare cittadino austriaco, chiedendo la "pertinenza comunale" in un piccolo comune della Boemia, condizione necessaria per poter concorrere alla carica. Ottenuta la cittadinanza e vinto il concorso, poté occupare il posto dal 13 ottobre 1913, mantenendolo fino al 19 giugno 1915. Durante la direzione dell'Ospedale Civico, che poi divenne nel 1922  "Regina Elena", Ascoli diede notevole impulso alla conduzione igienico-organizzativa, ravvisando per Trieste la necessità di avere un nuovo ospedale, essendo il Civico ormai insufficiente. Avendo egli funzioni sanitarie ed amministrative, promosse gli indispensabili lavori edilizi, studiò ristrutturazioni e riformò la dieta dei pazienti, dimostrandosi forte organizzatore e lavoratore infaticabile.
Ad Ascoli si deve l'attuale Scuola per infermieri professionali, all'epoca Scuola-Convitto per infermiere laiche, che porta ancora il suo nome. In verità, la prima Scuola-Convitto per infermiere laiche a Trieste era stata istituita nel 1910 per volontà della Società del Patronato Femminile. Questa ebbe vita difficile ed effimera, tanto da venir assunta in carico dal Comune di Trieste; nel 1914 il Governo ordinò l'istituzione di Scuole per infermiere in tutti i maggiori ospedali dell'Impero, per cui Ascoli, volendo evitare che la Scuola divenisse governativa, si preoccupò di far riconoscere la Scuola già esistente, garantendole, tuttavia, il contributo dello Stato.
Dopo appena diciannove mesi, dovette abbandonare la direzione dell'Ospedale Civico perché richiamato in servizio militare dall'Austria e destinato all'Ospedale Militare di Kolomea in Galizia, come semplice medico subalterno. Fin dal primo giorno, per non indossare la divisa austriaca si dichiarò ammalato e pensava addirittura di disertare per arruolarsi nell'esercito italiano. Questo gli provocò una serie di interrogatori e due processi presso il Tribunale Militare, a causa dei quali dovette anche lasciare la Giunta Comunale. Fu internato presso l'Ospedale Militare di Vienna dove nel marzo del 1916 contrasse un'influenza, complicata da polmonite che si aggravò a causa di una infezione tubercolare. Il 14 aprile fu ricoverato in sanatorio e il 24 maggio morì, assistito dalla moglie, la ferrarese Isa Magrini, che aveva voluto condividere con lui l'esilio.
Venne sepolto a Vienna, avvolto nel tricolore. Il 23 febbraio 1919 la salma fu traslata al Cimitero Monumentale di Milano, e in tale occasione l'amico e collega Arturo Castiglioni tenne un discorso in memoria.

## Profilo scientifico
Sotto il profilo scientifico, fu uomo versatile e di alto ingegno; perseverante, instancabile nel lavoro, fu ricercatore severo e minuzioso con ottime doti di sperimentatore. Preferì rinunciare alla carriera universitaria per privilegiare i suoi studi. Amava la vita, le piante ed i fiori, si interessava di fotografia; era assetato di sempre maggiori conoscenze ed ipotizzava l'abbinamento delle scienze mediche con quelle matematiche. Era, infatti, un grosso studioso di matematica superiore e tentava di applicare i metodi dell'analisi matematica allo studio dei fenomeni biologici. Si iscrisse, ormai quarantenne, alla facoltà di matematica dell'Università di Bologna, ma morì prima di poter conseguire la laurea.
Numerosi suoi lavori ottennero riconoscimenti accademici. Le sue ricerche spaziarono in molti campi: sul ricambio metabolico, specie intermedio; sull'effetto del salasso sull'uropoiesi; sulla modificazione della crasi ematica a seguito dell'alimentazione. Tra le altre cose, a lui si deve la prima dimostrazione che il fegato è capace di distruggere l'acido urico, formando l'urea (lavoro scientifico pubblicato nel 1898 nei Pfluger's Archiv).
Ascoli fissò inoltre leggi importanti sulle modalità di disintegrazione dell'albumina nei tessuti e sulla eliminazione renale di alcuni metaboliti. Attraverso l'analisi spettrofotometrica dimostrò che l'urobilina compare più nelle urine che nel sangue dato che il rene è parte attiva nella genesi dell'urobilinuria.
Formulò inoltre una nuova teoria patogenetica dell'uremia, osservando che la ritenzione di scorie totali, come avviene nell'anuria, o la loro insufficiente eliminazione non ne sono le uniche cause ma che vi concorrono altri fattori, quali sostanze abnormi dovute ad alterazioni metaboliche, tipiche del soggetto affetto da nefrite.
Eseguì anche degli studi sperimentali sulle funzioni dell'ipofisi, dimostrando che la sua ablazione porta a gravi e costanti alterazioni di tutto il sistema endocrino.
Entrato nel Laboratorio del Golgi a Pavia, si occupò di istologia, iniziando le sue ricerche dal sistema nervoso delle sanguisughe. Descrisse così l'esistenza di assoni costituiti da fibrille anastomizzate a rete e di vere e proprie anastomosi fra gli apparati fibrillari di diverse cellule nervose.

## Militanza Politica e Patriottica
Giulio Ascoli era vicino all'idea repubblicana: nel 1891, ancora studente, si era iscritto al Circolo irredentista XX Dicembre, che era una società segreta d'impronta mazziniana; con lui i futuri medici Arturo Castiglioni e Gino Macchioro. Nell'Aprile del 1896 partì volontario, come sottotenente medico, per la guerra d'Eritrea.

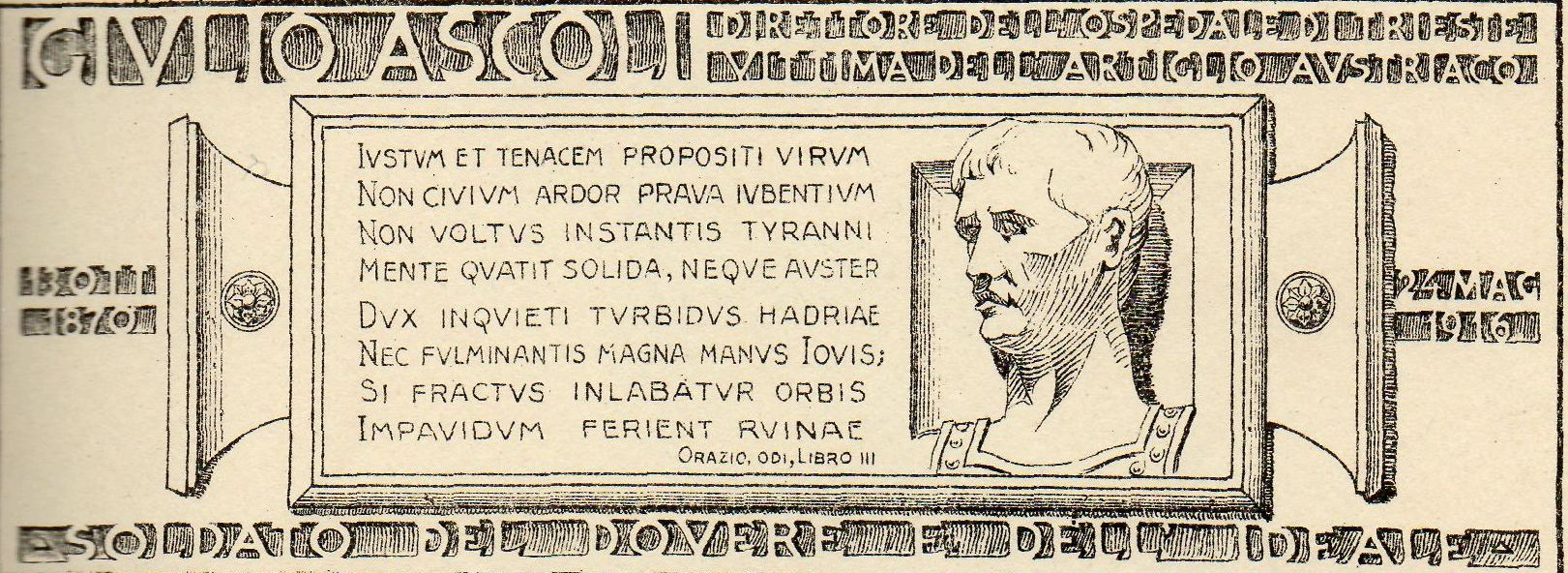
Riproduzione di un'epigrafe onorifica a Giulio Ascoli

Prima dell'inizio delle ostilità tra Austria ed Italia avrebbe potuto rientrare in Patria, ma rimase a Trieste, dove si sentiva più utile. Sin dal primo giorno di servizio militare egli si dichiarò ammalato, rifiutando di indossare la divisa austriaca. Egli, infatti, si sentiva un ufficiale italiano, avendo combattuto in Africa, perciò non volle collaborare, anzi si sottopose a ogni possibile disagio, dimagrendo in modo impressionante. Non mangiava, dormiva al massimo quattro o cinque ore per notte e continuava a studiare. Gli furono per questo intentati due processi presso il Tribunale Militare e fu a lungo interrogato; fu addirittura segregato in un reparto psichiatrico. L'inchiesta mossa contro di lui si concluse nel febbraio del 1916 con un non luogo a procedere.